# Цветы запоздалые (повесть)
Цветы запоздалые — повесть Антона Павловича Чехова. Написана в 1882 году, впервые опубликована в 1882 году в сборнике «Мирской толк» № 37 с подписью А. Чехонте. Повесть посвящена Николаю Ивановичу Коробову, другу писателя. По повести снят фильм, поставлен спектакль.

## Публикации
Повесть А. П. Чехова «Цветы запоздалые» в трёх главах, написана в 1882 году, впервые опубликована в 1882 году в сборнике «Мирской толк» № 37 с подписью А. Чехонте.
Повесть посвящена другу писателя, Николаю Ивановичу Коробову. Н. И. Коробов «…быстро сошелся с Антоном, и до самых последних дней оба они были близкими друзьями». В своей повести А. П. Чехов развивает тему трагизма судеб людей, запутавшихся в житейских мелочах, что в итоге приводит их к печальному финалу.
При жизни Чехова повесть «Цветы запоздалые» была переведена на сербско-хорватский язык.

## Сюжет
Действие повести происходит осенью в доме князей Приклонских. Маруся Приклонская, порядочная и воспитанная девушка, почитающая и во всем слушающая свою мать, отец ее скончался. Любовь Маруси обращена и к брату Егорушке, который ведет праздную жизнь, всё свое время тратит выпивку, на развлечения и получение утех. Драки и нехорошие связи оплетают жизнь Егорушки. Княгиня Приклонская поучает сына примером их бывшего крепостного Топоркова, которому удалось выбиться в люди, стать блестящим доктором. Однако Егора эти рассказы мало интересуют.
Маруся пытается объяснить подобное поведение брата безответной любовью. Она думает, что так он заглушает душевную боль. Егору жаль свою семью, однако постоянные наставления матушки и сестры доводят его до бешенства. Тогда он лишь желает, чтобы они исчезли из его жизни. Напиваясь до беспамятства, князь проклинает семью и вовсе не беспокоится о бессонных ночах матери и страданиях сестры.
Болезнь детей вынуждает Приклонскую обратиться за помощью к доктору Топоркову. Маруся влюбляется в доктора, приписывая ему благородные черты, о которых она читала в романах. Девушка считает его достоинством и несходство с порочным братом. Топорков просит руки Маруси, при этом он требует от княгини и солидного приданого. Эта просьба оскорбляет Приклонскую и доктор получает отказ. Но Топорков не огорчается и вскоре женится на богатой купчихе.
Княгиня предчувствует разорение семьи и вскоре умирает. Егор все больше опускается, встречается с любовницей и забирает у Маруси последние деньги. Маруся, страдая от душевных терзаний, постепенно заболевает. Она приходит к Топоркову и признается ему в любви. Доктор раскаивается в своем браке по расчету в том, что он наживался на горе людей. Он намерен увезти Марусю на лечение, но это не спасает девушку от смерти. В Южной Франции девушка умирает, не прожив и трех дней.
Топорков вспомнил «свои семинарские „идеалы“ и университетские мечты, и страшною, невылазною грязью показались ему эти кресла и диван, обитые дорогим бархатом, пол, устланный сплошным ковром, эти бра, эти трехсотрублевые часы!»
Он возвращается на родину и начинает жить по-прежнему, работая врачом. Егора он забирает жить к себе, поскольку тот сильно напоминает ему чертами лица Марусю, но тот и не думает менять свою жизнь, продолжая так же вытягивать деньги и с доктора.

## Экранизации и театральные постановки
В 1917 году по мотивам повести вышел фильм режиссёра Бориса Сушкевича «Цветы запоздалые» Фильм сохранился не полностью
По мотивам одноимённой повести А. П. Чехова «Цветы запоздалые» в 1969 году снят фильм «Цветы запоздалые». Режиссёр Абрам Роом. В фильме была использована «Фантастическая симфония» Гектора Берлиоза.
В том же 1969 году был снят телевизионный спектакль «Цветы запоздалые», режиссёр Анатолий Наль В ролях: Маруся Приклонская — Елена Соловей; княгиня Приклонская — Кира Головко; доктор Топорков — Михаил Зимин; Егорушка — Юрий Пузырёв; сваха — Анастасия Зуева; немецкий врач — Михаил Болдуман; жена доктора Топоркова — Людмила Кудрявцева; Калерия Ивановна — Генриэтта Ромодина; чиновник — Виктор Кольцов
- 1972  Испания — Цветы запоздалые / Flores tardías (ТВ) (сериал «Одиннадцатый час»)
- 1992  Чехословакия — «Oneskorené kvety» — драматический телевизионный фильм на словацком языке режиссёра Душана Давидова.

В Московском драматическом театре Сопричастность поставлен спектакль «Цветы запоздалые». Инсценировка Ю. К. Олеши.